# كونرو
كونرو (بالإندونيسية: Konro)‏ هو حساء ضلوع إندونيسي أنشأه الماكاساريون.

## أنواعه

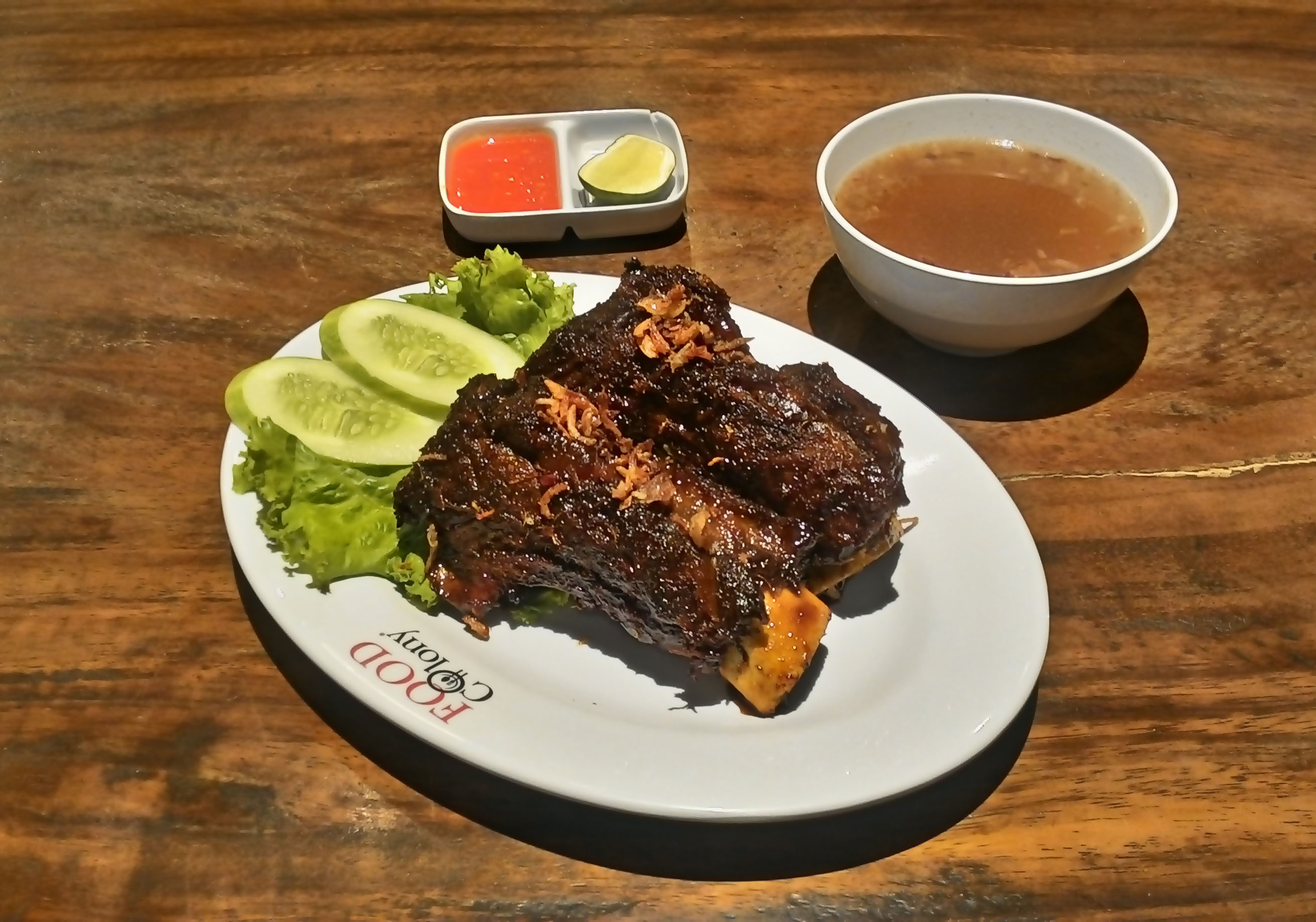
كونرو باكارهو نوع من الكونرو عبارة عن أضلاع اللحم البقري المتبلة

في الأصل كان كونرو يقدم عادةً حساءًا غنيًا بالتوابل، ومع ذلك يتوفر اليوم التنوع الجديد من كونرو الجاف، وهو كونرو باكار (كونرو المشوي) ، على غرار الأضلاع المشوية المتبلية والمغطاة بالتوابل النموذجية لحساء كونرو.